# Lijst van Belgische (in)formateurs
Dit is een lijst van formateurs en informateurs die zijn ingezet tijdens een regeringsformatie in België om te komen tot een kabinet.

## Lijst
| Kabinet         | Datum verkiezingen                     | Datum beëdiging  | Informateur(s) | Formateur                                                                                           |
| --------------- | -------------------------------------- | ---------------- | --- | --------------------------------------------------------------------------------------------------- |
| Di Rupo I       | 13 juni 2010                           | 6 december 2011  | 1. Bart De Wever (NVA), 22 dagen 2. André Flahaut (PS) en Danny Pieters (NVA), 31 dagen 3. Bart De Wever (NVA), 10 dagen 4. Johan Vandelanotte (SP.a), 98 dagen Johan Vandelanotte en Bart De Wever en Elio Di Rupo, 10 dagen 5. Didier Reynders 28 dagen 6. Wouter Beke, 35 dagen | 1. Elio Di Rupo (PS), 21 dagen 2. Elio Di Rupo (PS), 5 dagen 3. Elio Di Rupo (PS), 204 dagen.       |
| Leterme II      | Vertrek Van Rompuy                     | 25 11 2009       | 1. Wilfried Martens (CVP), 5 dagen | Leterme (CD&V), 1 dag                                                                               |
| Van Rompuy I    | 30-06-2006                             | 05-07-2006       | Wilfried Martens (CVP), 5 | |
| Leterme I       | 10 juni 2007 vervangen Verhofstadt III | 20 maart 2008    | | |
| Verhofstadt III | 10 juni 2007                           | 21 december 2007 | 1. Didier Reynders (MR), 21 dagen 2. Jean-Luc Dehaene (CD&V), 11 dagen, Herman Van Rompuy (CD&V), 31 dagen | 1. Yves Leterme (CD&V), 37 dagen 2. Yves Leterme (CD&V), 64 dagen 3. Guy Verhofstadt (VLD), 5 dagen |